# Spielzeugmuseum Solz

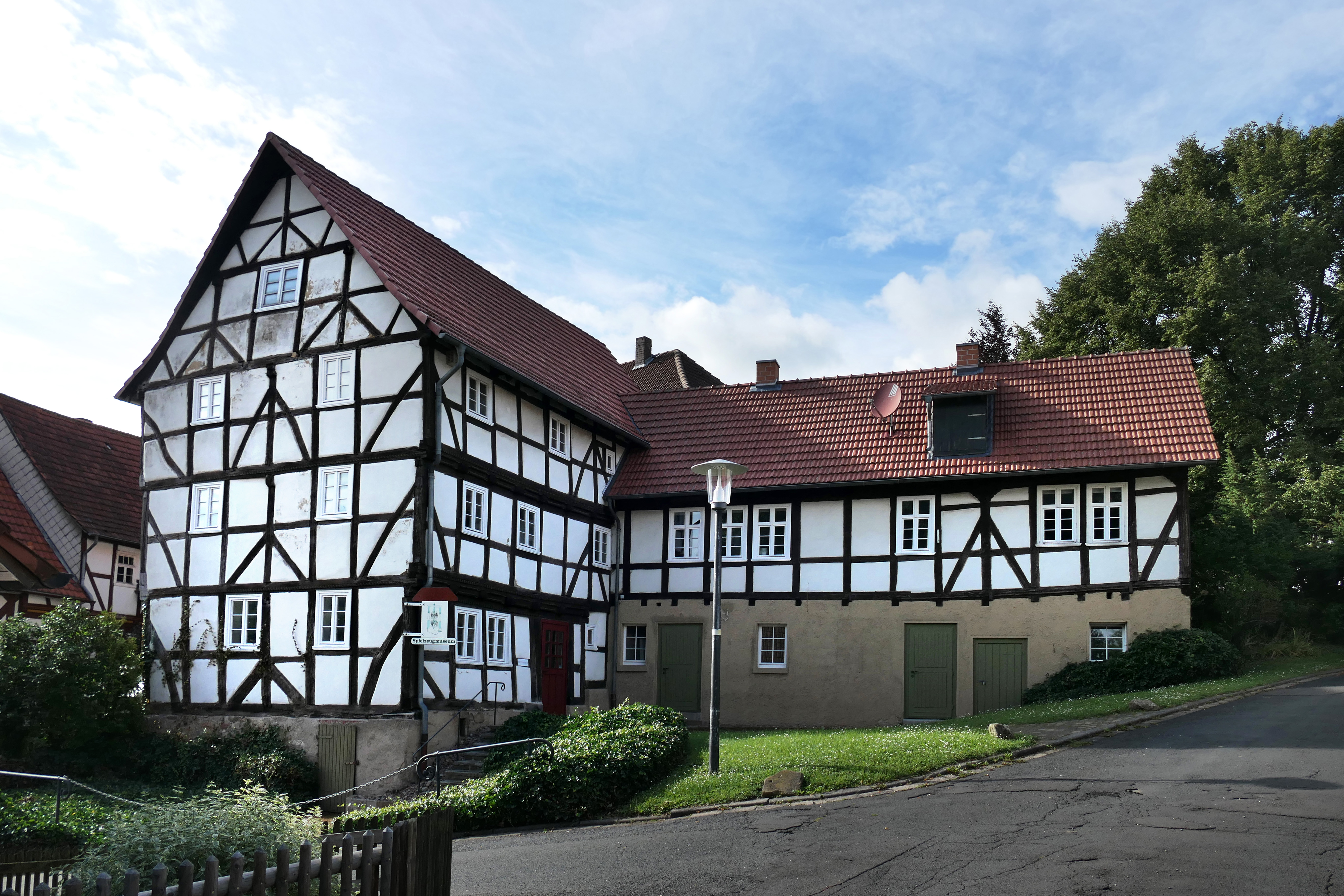
Eines der ältesten Fachwerkhäuser des Ortes beherbergte bis 2014 das Spielzeugmuseum Solz.

Das ehemalige Spielzeugmuseum Solz war in einem der ältesten Fachwerkhäuser von Solz, einem Ortsteil der Stadt Bebra im nordosthessischen Landkreis Hersfeld-Rotenburg, untergebracht.

## Gebäude
Der L-förmige Gebäudekomplex, der das Spielzeugmuseum beherbergte, hat die Bezeichnung „Burgring 11, 13 und 15“. Zu ihm gehören ein giebelständiger dreistöckiger Fachwerkbau aus dem späten 17. Jahrhundert mit einem traufständigen Anbau, der in der Mitte des 18. Jahrhunderts rechtwinklig angesetzt wurde. Durch den Geländeabfall bedingt sitzt das Hauptgebäude auf einem geschosshohen Stallsockel, mit einem Kellerzugang auf der Giebelseite. Als Bauzier hat das Fachwerk in Schwellen und Rähm gedrehte Tauornamente. Wegen seiner geschichtlichen und baulichen Bedeutung ist das Gebäude ein geschütztes Kulturdenkmal.
Das Fachwerkhaus steht im historischen Ortskern des im Jahr 960 zum ersten Mal urkundlich erwähnten Solz. Die das Ortsbild prägende ausgedehnten Anlage um die ehemalige Burg der Herren von Trott zu Solz mit der evangelischen Kirche, dem stattlichen Fachwerkbau „Trottenhaus“ und der früheren Gerichtsstätte wurde vom Denkmalschutz als Gesamtanlage ausgewiesen, deren Wert sowohl in ihrer künstlerischen als auch in ihrer geschichtlichen Bedeutung liegt.

## Sammlung und Museum
Den Grundstock des Museums bildete die Sammlung von Antje Kind-Hasenclever, die sie in einem Zeitraum von rund 60 Jahren zusammengetragen hatte. Diese war zuvor bereits in Sonderausstellungen verschiedener Museen der Öffentlichkeit vorgestellt worden. Zu der Sammlung gehörten mehrere tausend Objekte aus aller Welt, die in Vitrinen mit farbiger Stoffbespannung gezeigt wurden. Einer der Schwerpunkte der Kollektion war traditionell gefertigtes Spielzeug aus den deutschen Zentren der Herstellung von Schnitzereien aus Holz. Das Erzgebirge, Thüringen und der Bereich um Berchtesgaden gehören neben anderen zu diesen bedeutenden Regionen der Holzspielzeugherstellung. Ihre typischen Erzeugnisse waren im ersten Obergeschoss als Dauerausstellung zu sehen. Begleitende Texttafeln informierten wie Spielzeug gedrechselt, geschnitzt und vertrieben wurde und unter welchen harten Bedingungen es entstanden ist.
Während im Erdgeschoss des Museums wechselnde Ausstellungen mit Spielzeugen aus vielen Ländern der Welt gezeigt wurden, blieb das zweite Obergeschoss den Exponaten zu dem Thema „Spielzeug und Erziehung“ vorbehalten. Die Objekte aus der Zeit um 1900 waren vorwiegend für die Unterhaltung und Erziehung der Kinder gedacht. Zu den ausgestellten geschlechtsspezifischen Spielmitteln für Mädchen gehörten vor allem Puppen, Puppenhäuser und Puppenstuben mit ihrem Zubehör. Bei den Jungen, die ebenfalls schon früh in ein Rollenbewusstsein hineingepresst werden sollten, dominierten die Spielsachen, die der Nachahmung von außerhäuslichen Berufen dienten: Baukästen, Dampfmaschinen, Eisenbahnen, Fuhrwerke, technische Spielzeuge sowie Kriegsspielzeug.
Träger des Museums war der 1982 gegründete Museumsverein Solz e. V. Für den Aufbau des Spielzeugmuseums wurden neben privaten auch öffentliche Gelder verwendet, beispielsweise aus der früheren Zonenrandförderung. Nachdem Solz auf Anregung des Vereins in das hessische Dorferneuerungsprogramm aufgenommen worden war, konnten weitere Mittel gewonnen werden. Im Jahr 1988 begann die Sanierung und Umgestaltung des historischen Gebäudes, für das die langjährige Vorsitzende des Museumsvereins, Sibylle Kopf, eine Tochter der Spielzeugsammlerin und die Volkskundlerin Inge Jockers vor der Eröffnung im Juni 1990 das Konzept entwickelten. Professionelle Unterstützung beim Aufbau leisteten Uwe Reher vom Hessischen Museumsverband und Dieter von Andrian.
Nach den ersten erfolgreichen Jahren nahm die Zahl der Besucher immer mehr ab. Zudem vermisste der Trägerverein eine angemessene Unterstützung der Stadt Bebra und der regionalen Tourismusverbände. Als es in Solz keine gastronomischen Angebote mehr gab, entfiel ein weiterer Anreiz für einen Besuch des Ortes. Angesichts steigender Unterhaltskosten, sinkender Besucherzahlen und schwindender Vereinsmitglieder sah der Museumsverein keine Zukunft mehr für das Haus. Mit einem Museumsfest am 25. Mai 2014 und einer Versteigerung der Sammlungsstücke am folgenden Pfingstsamstag endete die Ära des Solzer Spielzeugmuseums nach fast 25 Jahren.